# Thierry II de Montbéliard
Pour les articles homonymes, voir Thierry II et Thierry.
Thierry II de Montbéliard, né entre 1076 et 1078 et mort en janvier 1163, est comte de Montbéliard de 1103 à 1163. Il est le fils de Thierry, comte de Montbéliard, d'Altkirch, de Ferrette et de Bar, et d'Ermentrude de Bourgogne (fille de Guillaume Ier de Bourgogne).

## Biographie
Il obtient d'abord les possessions meusiennes de la famille, mais il en est chassé par ses sujets à cause de son mauvais caractère.
À la mort de son père, il obtient Montbéliard en partage.
Il joue un rôle important auprès des empereurs et participe à l'entrevue de Worms.
Il a fondé plusieurs abbayes, dont l'abbaye Notre-Dame de Belchamp.

## Famille

### Mariage et succession
D'une épouse dont le nom nous est inconnu, naissent :
- Thierry III (mort entre 1155 et 1160), marié à Gertrude de Habsbourg, fille de Werner II, comte de Habsbourg ;
- Sophie (morte en 1148), héritière de Montbéliard, mariée en 1128 à Richard II, comte de Montfaucon. Leur fils Amédée II de Montfaucon succède à son grand-père ;
- Étiennette, mariée à Folmar, comte de Sarrewerden ;
- Ermentrude, mariée à Odon, comte de la Roche (de la famille de La Roche)[1].

### Sources
- Dietrich 2 graf von Moempelgard + 1163.
- Georges Poull, La Maison souveraine et ducale de Bar, 1994 [détail de l’édition].